# كوايك 3 أرينا
كوايك 3 أرينا (بالإنجليزية: Quake III Arena)‏ هي لعبة فيديو تصويب منظور الشخص الأول تركز على اللعب الجماعي. صدرت في عام 1999. اللعبة من تطوير إد سوفتوير. هي اللعبة الثالثة في سلسلة كوايك. تختلف عن الألعاب السابقة باستبعاد عنصر اللاعب الواحد التقليدي. استخدمت اللعبة بشكل واسع في مسابقات الرياضة الإلكترونية مثل كوايك كون وكأس العالم للرياضات الإلكترونية.

## وصلات خارجية
- كوايك 3 أرينا على موقع IMDb (الإنجليزية)
- الموقع الرسمي